# 유비쿼터스 간호
유비쿼터스 간호(영어: Ubiquitous Nursing 유비쿼터스 너싱[*], U-Nursing)은 '유비쿼터스(Ubiquitous)'와 '간호(Nursing)'의 합성어로 정보기술 기반의 간호학을 말한다. 즉, 유비쿼터스 네트워크환경을 이용하여, 언제, 어디서나, 누구에게나, 어떤 장치로든지 제공이 가능한 간호서비스를 말한다. 현재 U-Nursing은 상용화되어있지는 않지만 U-Healthcare 사업을 토대로 발전해 나갈 확률이 높다.

## 등장 배경
2000년대 초, 전 세계적으로 각 국가들이 고령화 사회에 접어듬으로써 인구의 고령화가 의료비 부담으로 이어지고 있고, 급성질환보다 만성 질환의 발병률이 높아졌으며, 건강에 대한 욕구가 높아졌다. 이러한 사회 환경 속에서 U-Nursing의 필요성이 대두되었다.

## 구성 요소
- 센싱(Sensing) : 인체에서 발생하는 물리적, 화학적인 현상의 변화 감지
- 모니터링(Monitoring) : 측정된 생체정보를 1차적으로 가공
- 분석(Analyzing) : 장시간에 걸쳐 측정된 데이터로부터 건강상태, 생활패턴 등을 나타내는 새로운 건강 지표 발굴
- 피드백(Feedback) : 건강 상태의 변화를 사용자에게 경고

## 활용
- 보건의료 기관내부 정보화
  - 무선전송시스템(Radio Frequency Identification:RIFD)을 활용하여
    - 의료기관 시스템과 환자/대상자 정보 시스템 전산화 및 체계화
- 보건의료 기관과 이용자의 연결
  - 예방과 건강증진
    - 건강관리 포털 서비스
    - 온라인 휘트니스 서비스
    - 모바일 건강관리 서비스
    - 노약자 보호 서비스

  - 진료와 사후관리
    - 대상자와의 화상상담
    - 대상자의 진료 예약관리
    - 에이전트 역할 수행
    - 모바일 간호관리 서비스

U-Nursing은 기존의 간호와 마찬가지로 대상자의 질병의 예방, 건강증진, 질병의 사후관리 서비스를 기본 배경으로 한다. 여기에 유비쿼터스(Ubiquitous) 시스템을 활용하여 대상자에게 접근하는 방법, 관리하는 방법, 서비스 수행 방법 등을 다양한 형태로 개발하여 간호의 영역과 질을 향상시킨다. 첫 단계인 U-Hospital의 영역 내에서는 의료 스마트카드를 이용하여 대상자의 병원정보와 예약을 관리할 수 있고, 홈&모바일 헬스케어에서는 대상자 모바일 원격관리, 홈 원격관리, 실버타운 건강관리 등 병원 밖의 대상자의 건강을 다양한 장소와 기기를 이용하여 간호를 제공한다. 최종 단계라고 할 수 있는 웰니스의 영역에서는 대상자와 직접 상담하거나 다른 영역의 전문가와 연결해 줄 수 있고, 대상자의 건강증진을 위해 휘트니스, 스트레스, 운동량, 비만관리 등의 서비스를 제공할 수 있다.
현재 U-nursing은 시행되고 있지 않는 상태이며, 앞으로 U-Healthcare 사업을 토대로 발전해 나갈 확률이 높다.

## 장점

### 소비자와 국가 전체
대다수의 국민들은 정기검진을 주기적으로 받지 않으며 질병의 신호가 나타난 후에야 치료를 위해 병원을 방문한다. 이는 병원방문과 정기검진 시 소요되는 시간비용과 수고비용에 비해 건강에 적신호가 나타날 확률은 적기 때문이다. 때문에 기존의 의료체계에서는 뒤늦은 치료 때문에 많은 비용을 들여 치료하는 일이 잦으며 이는 곧 소비자들의 의료비 지출에 낭비적 요소가 있다는 의미이다. U-Healthcare가 활성화되어 가입자의 생활공간 속에서 매일 검진이 이루어진다면 조그만 건강의 이상 징후도 당사자가 미리 알 수 있고 적시에 치료가 이루어질 수 있어 거시적 관점에서 대규모 비용절감이 예상된다. 또한 U-Hospital이 발달하면 병원 방문 시 빠른 행정 처리로 대기시간이 줄어들고 편리한 병원이용이 가능해진다.
U-Healthcare의 도입과 보편화는 바로 거동이 불편한 노인들이나 자주 병원에 드나들어야 하는 만성질환자들에게 커다란 혜택을 가져다 줄 것이다. 이들이 겪어왔던 불편함은 병원방문이 필요한지 여부를 병원을 방문한 후 알 수 있기 때문에 불필요한 방문을 할 수밖에 없다는 것이었다. U-Healthcare는 병원왕래가 잦은 이들에게 왕래비용을 절감할 수 있게 해주며(원격투약, 치료) 적시에 치료를 제공함으로써 건강을 증진시켜 의료비를 절감하게 해줄 것이다. 개인적 차원의 의료비 절감은 국가전체의 후생증진과 건강보험 재정 절감으로 이어진다. 이를 통해 U-Healthcare는 현재 국가적으로 직면해 있는 만성질환자 증가와 인구 고령화로 인한 의료비 증가의 해결방안이 될 수 있다.

### 의료기관
제1단계 병원의 정보화를 통해서 병원경영의 효율성을 높일 수 있다. 업무시간의 단축과 효율적인 정보관리를 통해 업무흐름이 개선되고 거래의 투명성을 높일 수 있다. 최근 미국의 병원을 대상으로 한 연구 결과에 따르면 의료기관 내 정보화를 통해 335억 달러의 순편익을 얻은 것으로 나타났다. 또한 U-Healthcare가 확대되면 소비자가 확대되면서 다양한 소비자의 등장과 잠재고객의 수요증가로 인해 의료서비스에 대한 수요가 늘어난다. 이는 의료기관이 수입원을 확대시킬 수 있는 기회가 된다.

### 장비공급자, 통신사업
U-Healthcare를 도입하기 위해서는 장비공급자ㆍ통신사업자와 의료기관과의 연계가 필수적이다. 장비공급자는 원격의료를 가능하게 하는 센서와 장비를 제공하고 통신사업자는 취합된 건강정보의 각 부문간 송수신을 가능하게 한다. 이러한 면에서 U-Healthcare가 성장하면 U-Healthcare 기기업체와 통신사업자들은 새로운 수익원을 갖추게 되는 것이다.

## 문제점

### 기계적 문제
기계적 문제로는 우선 센서 착용의 어려움이 있다. 활동량기, 심박측정기, 생체신호 검출용 장치 등 몸에 부착하여 24시간 이용하는 장치를 시범하였을 때 사용자가 착용의 불편함을 호소하였다. 센서의 신뢰도 또한 떨어진다는 문제점도 있다. 가정용 의료기기로서의 한계가 존재하며, 전문 의료기관에서의 신뢰성이 높지 않다. 다양한 센서를 통해 수집된 데이터의 다양성 및 정확성이 부족한데 부정확한 데이트 혹은 필요 없는 데이터는 더 빠르고 더 다양한 형태로 제공하여도 쓸모가 없다.

### 의료기관과의 연계 문제
의료기관과의 연계에도 문제점이 있는데 이는 의료기관에서는 U-Healthcare 서비스가 필요하고 유용하다고 판단하고 있으나, 서비스와 측정기기의 신뢰성, 데이터 보안성 등을 문제삼아 아직은 비협조적이기 때문이다.

### 법적/ 제도적 문제
U-Healthcare가 등장하면서 의료분야 또한 개인정보 유출사고에서 자유롭지 못할 것이라는 우려가 커지고 있다. 그와 동시에 의료법, 개인정보 보호법 등으로 인해 U-Healthcare 서비스 상용화의 한계도 존재한다. 현재의 의료 관련 정보보안 정책 및 기술로는 정보 공유의 대상과 범위를 명확히 결정할 수 없다는 문제점도 논쟁의 초점이 되고 있다. 또한 의료인들의 의료수가 등에 대한 정비가 미흡하여 제도적 확립이 필요하다.

### 재정적 문제
U-Healthcare 서비스를 구현하기 위한 장비를 구입하는데 드는 초기 비용이 높을 것이다. 특히 본 서비스를 필요로 하는 대상이 독거노인 혹은 공적 부조로 생활 보조를 받는 노인인 경우가 많으므로 이를 이용하는 것이 사실상 어렵다. 정책적으로 뒷받침이 되어 의료급여 혹은 의료보험제도로써 지원하는 등의 방안을 마련하지 않으면 확대될 수 없다.

## 참고 자료
1. effecting change by the use of emerging technologies in healthcare: a future vision for u-nursing
2. 박현애 외(2005). 간호정보학 입문, 17장 정보학의 미래, 현문사.
3. 김인숙(2000), 원격진료:간호에의 응용, 간호학탐구, 9(1), 46-69.
4. 정병주(2005). u-Healthcare 서비스의 현황과 과제, 유비쿼터스사회연구시리즈 제10호.
5. 송주영 기자,"24시간 환자 원격관리‘u-헬스케어, 이제는 현실', Digital Daily 2006년 11월 20일자